# Герцег-Босанський кантон
Герцег-Босанський кантон  (хорв. Hercegbosanska županija, босн. Kanton br. 10, Livanjski kanton, серб. Кантон 10, Ливањски кантон) — десятий, останній за рахунком і територіально найбільший кантон Федерації Боснії і Герцеговини у складі держави Боснія і Герцеговина. Відомий також під назвами Ливненський кантон або Західнобоснійський кантон. Хорватія та хорвати Боснії і Герцеговини офіційно йменують його Герцег-Босанською жупанією, хоча рішенням Конституційного суду Боснії і Герцеговини цю назву оголошено неконституційною, оскільки вона пов'язана з існуванням у цій місцевості в роки Боснійської війни державного утвору боснійських хорватів Хорватська Республіка Герцег-Босна, а отже, представляє тільки одну етнічну групу. Те саме стосується і офіційних символів кантону. З цієї причини кантональні правоохоронці досі не мають на своїх уніформах кантональних відзнак.

## Розташування і управління
Кантон розташовано в середньо-західній частині  Боснії і Герцеговини, уздовж кордону з Республікою Хорватією. Центр кантону (раніше і місцеперебування жупана) знаходиться в Купресі , представницька гілка влади кантону (скупщина) засідає в Томиславграді,
a місцеперебування виконавчої влади кантону — Ливно.

## Адміністративно-територіальний поділ
Адміністративний центр кантону —  місто Ливно.
Кантон включає в себе шість громад:
- Дрвар
- Босансько-Грахово
- Гламоч
- Купрес
- Ливно
- Томиславград

## Історія
Ливно згадується вже в ілірійську добу як центр східної провінції (Гливно). За часів Римської імперії Ливно був важливою адміністративно-військовою одиницею.
Слов'янське населення у Ливні з'явилося в 626 році, потім зайняли всю територію Ливнівського повіту, хорватські племена закріпилися на цій території, а Ливно й Томиславград стали важливими центрами Королівства Хорватії. У 925 році на території суіднього Дунайського поля був коронований перший праитель хорватів Томислав з роду Трпимировичі.
У Хорватсько-Угорській державі Ливно продовжувало залишатися важливим окружним центром.

## Населення
За офіційними оцінками кантон налічує 84 239 жителів. З них:
Хорвати — 79%

Серби — 11%

Боснійці — 8%

Інші і невідомі — 2%
Точне число визначити неможливо через війну та еміграції, а також той факт, що з 1991 року не було жодного перепису населення.
У Купресі, Ливно і Томиславграді більшість населення становлять хорвати, тоді як у Дрварі, Босанско-Ґрахово і Ґламочі більшість за боснійськими сербами.